# 平壤地鐵

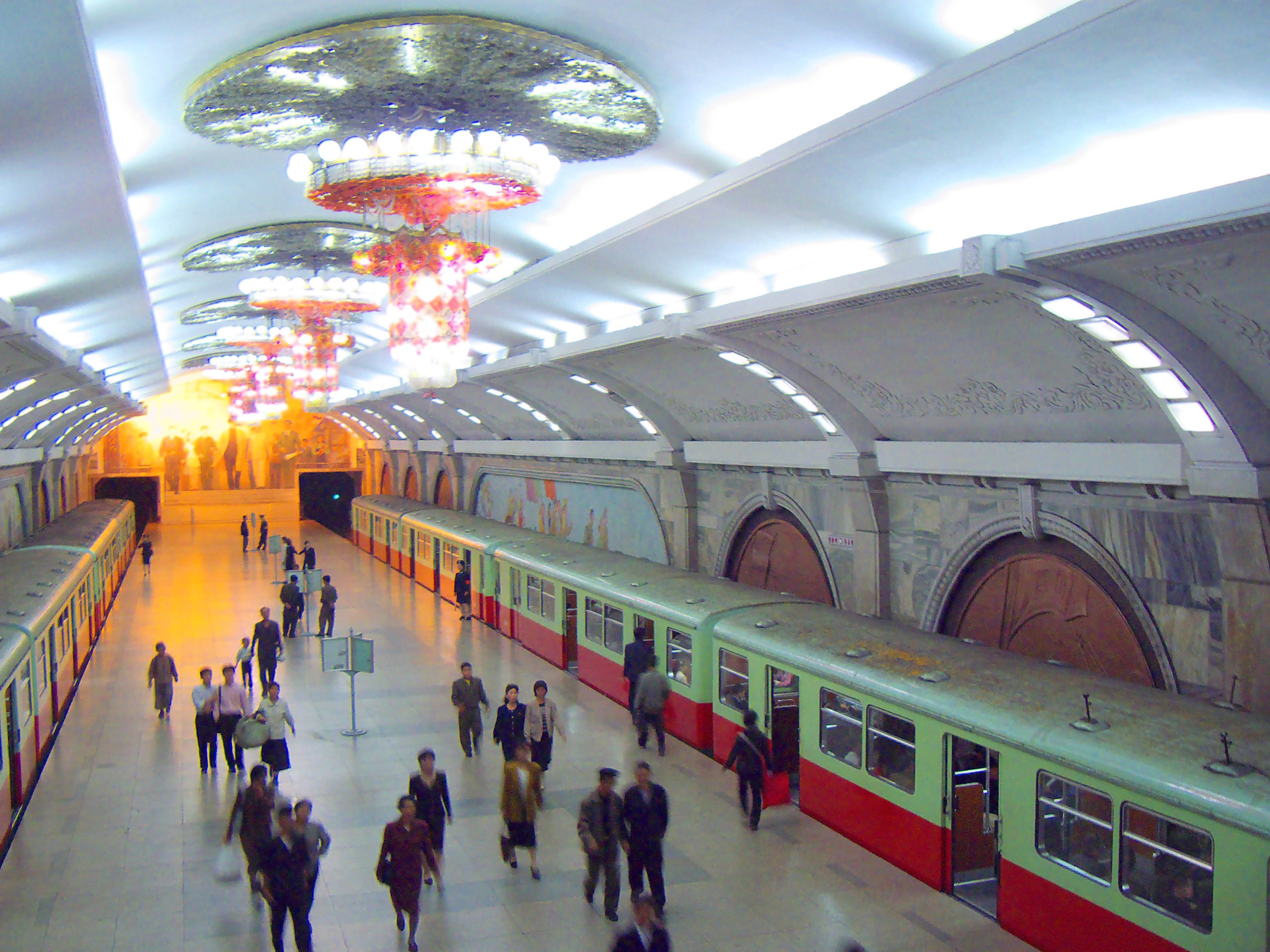
平壤地鐵復興站月台

平壤地鐵（朝鲜语：／ P'yŏngyang Chihachŏl */?）是北韓首都平壤的城市軌道交通系統，始建於1960年代，並於1973年9月6日正式投入營運。该地铁的隧道为朝鲜战争时期已挖掘好的防空洞，深度普遍在22至100米之間，某些山區路段更深入150米。
平壤地鐵於1968年動工，第一條線路是1973年9月6日通車的千里馬線，第二條线路则是1975年北韓國慶節通車的革新線。現時平壤地铁线网总长约24公里，合共17個車站，其中革新線上的光明站在金日成去世後被關閉，不再使用。
平壤地鐵剛通車時採用了中國長春轨道客车制DK4型列車，目前使用的車廂都是從德國進口的車廂和朝鮮仿製德國的車廂。2016年1月1日，朝鮮自主研发生产的新型列車投入平壤地鐵營運。
除地下鐵路系統外，平壤亦有三條地面有軌電車鐵路，採用捷克、德國等國的電車以及自行制造的电车。

## 路線

平壤地鐵路線圖

| 車站名稱 | 車站名稱 | 車站名稱 | 接駁路線及車站 | 啟用日期       |
| 中文 | 鮮語     | 鮮語     | 接駁路線及車站 | 啟用日期       |
| 中文 | 諺文     | 轉寫     | 接駁路線及車站 | 啟用日期       |
| 千里馬線 | 千里馬線 | 千里馬線 | 千里馬線       | 千里馬線       |
| --- | -------- | -------- | -------------- | -------------- |
| 紅星 |          |          |                | 1973年9月6日   |
| 戰友 |          |          | 革新線戰勝站   | 1973年9月6日   |
| 凱旋 |          |          |                | 1973年9月6日   |
| 牡丹峰[註1] |          |          |                | 1973年9月6日   |
| 勝利 |          |          |                | 1973年9月6日   |
| 烽火 |          |          |                | 1973年9月6日   |
| 榮光 |          |          | 1987年4月10日  |                |
| 復興 |          |          | 1987年4月10日  |                |
| 革新線 |          |          |                |                |
| 光復 |          |          |                | 1978年9月9日   |
| 建國 |          |          |                | 1978年9月9日   |
| 黃金谷 |          |          | 1978年9月6日   |                |
| 建設 |          |          | 1978年9月6日   |                |
| 革新 |          |          | 1975年9月9日   |                |
| 戰勝 |          |          | 1975年9月9日   | 千里馬線戰友站 |
| 三興 |          |          | 1975年9月9日   |                |
| 光明[註2] |          |          | 1975年9月9日   |                |
| 樂園 |          |          | 1975年9月9日   |                |
| 注释 |          |          |                |                |
| 註1↑ 舊稱統一站，2023年末金正恩宣布放棄和平統一政策、將南韓重新定義為「最敵對國家」後，此站名稱曾被暫時刪去，只顯示「站」字，約於2024年8月改為現名。 註2↑ 朝鮮國家主席金日成去世以後，因錦繡山議事堂改建為錦繡山紀念宮(金日成陵寢)所致，光明站無限期停用。 |          |          |                |                |

## 平壤地铁车型

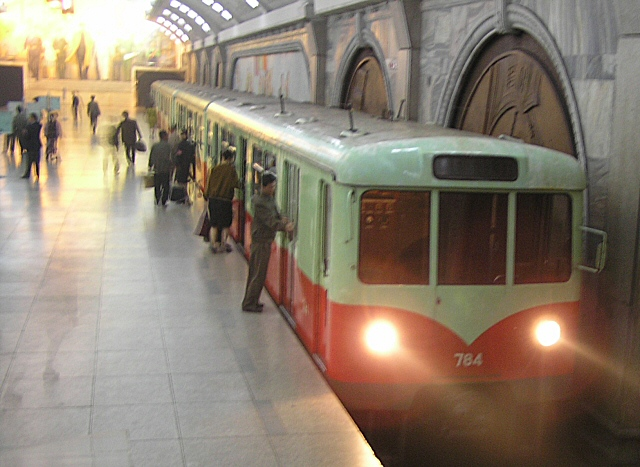
「D」型车停靠在復興站

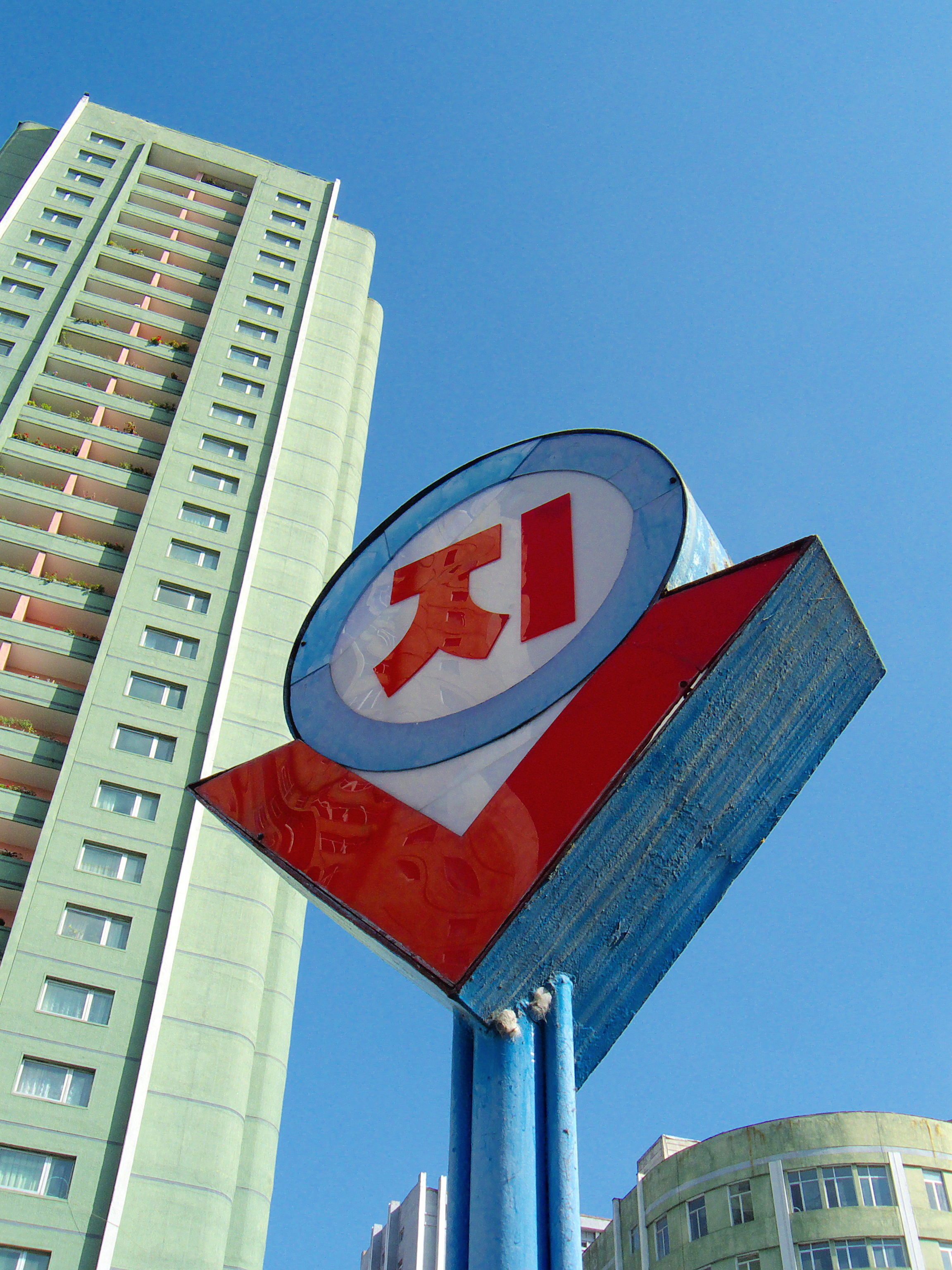
設立在榮光站外的平壤地鐵標識

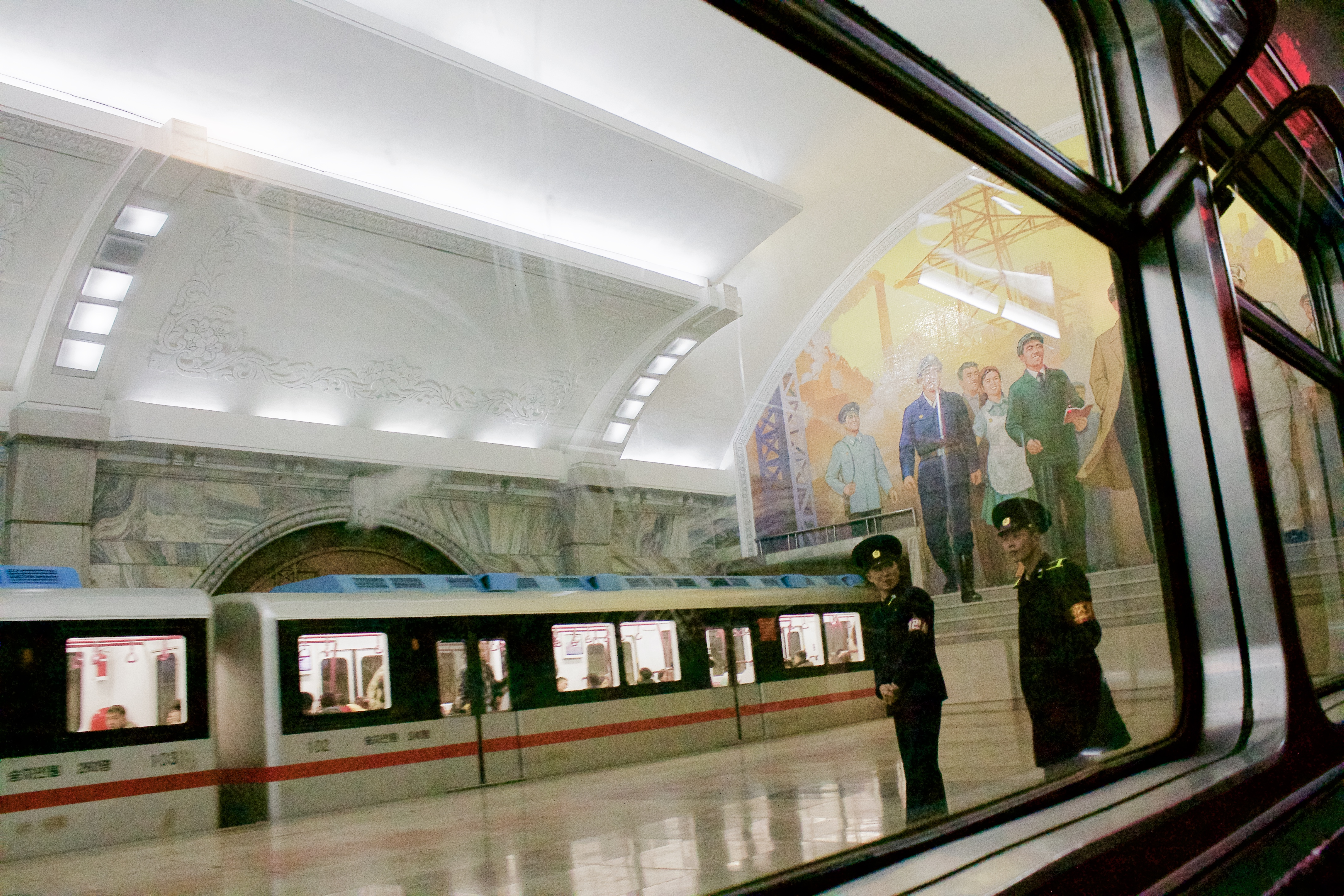
2017年停靠在復興站的新型列車

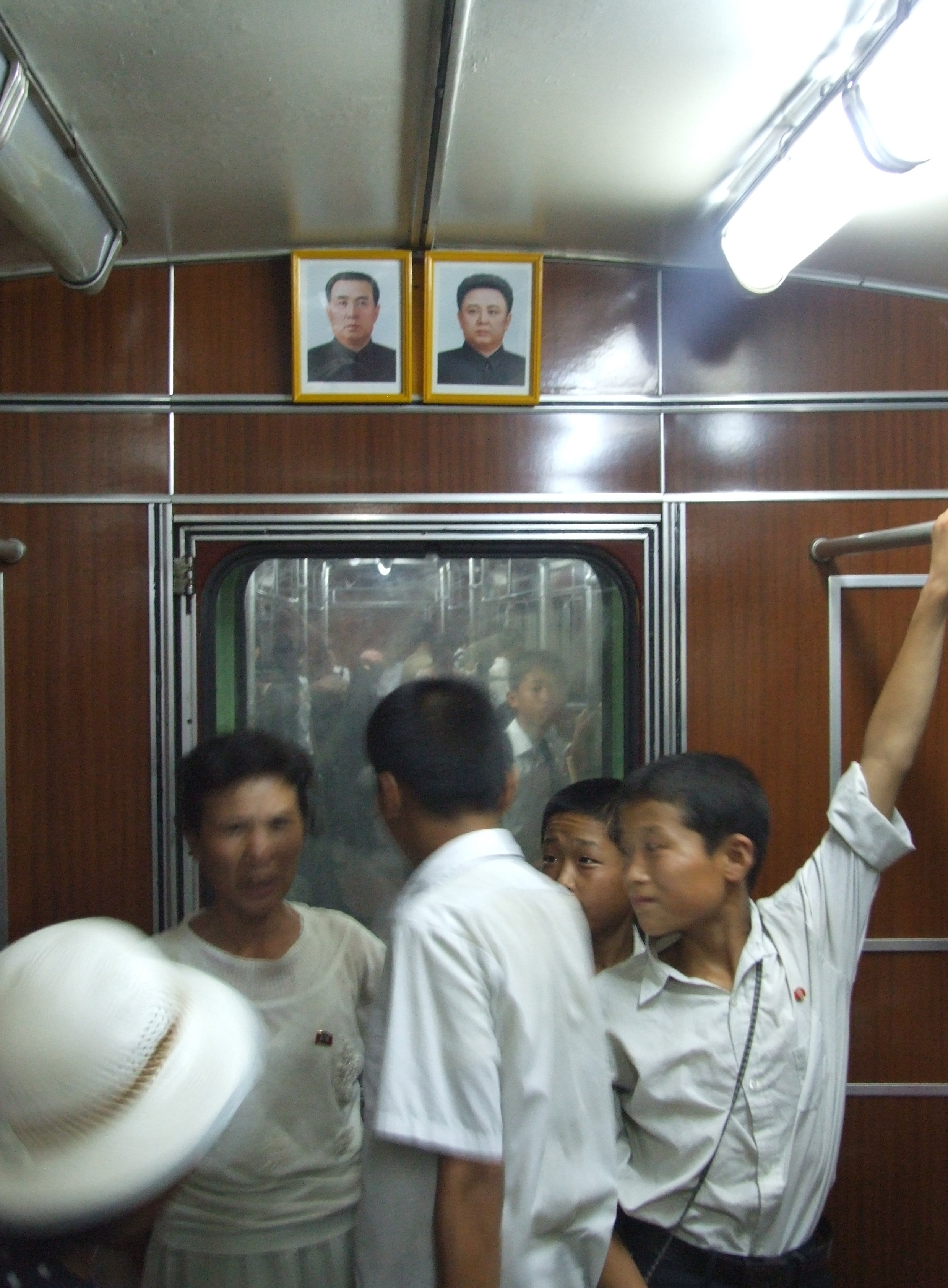
2012年朝鲜民众搭乘平壤地铁

1973年平壤地铁正式运营时，在线路上运行的地铁车辆均为新车。由来自中国大陸的DK4运营至1998年运行结束，部分几组列车则经过改造，开始运行于平义线。平壤地铁车辆宽2.7米，长18.8米（每节），由825伏直流电第三轨驱动。1998年起平壤市地铁启用了柏林地铁使用的旧车。2016年，平壤地铁部分使用本国金钟泰电力机车联合企业製造的新车。
平壤地铁使用的三种类型的地铁：
- Gl（Gisela）“迪斯拉”，源自东柏林，于1978年—1982年间制造，60节双驱动地铁列车，现已停用。
- D（Dora）“多拉”，源自西柏林，于1957年—1965年间制造，108节双驱动地铁列车。

这些车辆原有的广告被覆盖后，外表被重新喷成奶色和红色。部分车厢内部悬掛有金日成、金正日的画像。由於列車都是德國制造的，所以控制台上的標籤都用德語書寫。
- 平壤地铁的新车型於2016年投入服務，外观相对舊车型而言更加现代化，车内光线更明亮，设有显示停车站和行驶速度等的屏幕，以及老年人和残障人士专座，朝鲜官方称该车辆为朝鲜自行生产[3][4]。

- 改装后运用于朝鲜国铁的DK4
- 站內的閃燈式指示牌
- 站內的貼報牆

## 特点
- 由於朝鮮政府並不容許商家賣廣告，所以不論地鐵車卡、候車區、車站還是電梯处均设有有关朝鮮勞動黨和朝鲜历史的掛畫或壁畫。
- 2013年以前，國外觀光客僅能在導遊的陪伴下搭乘千里馬線復興站至榮光站区段；自2013年起，朝鮮政府允許遊客搭乘千里馬線全線。
- 大部份地鐵站的候車區都設有多個由勞動新聞提供的閱報支架，很特別地不採用世界上在車站極為常見的出售分發報紙的模式，是因為北韓的媒體多數沒有發行量的壓力，事實上，為了防止政策的靈活轉變被質疑，盡量不要讓人民有機會私自整理、收集比對往期報紙，而又需要多數民眾宣發消息，因故車站設置密封式的公共報架，供候車的乘客集中閱讀本日新聞，是其獨到之處。
- 根據每日北韓的報導，平壤地鐵站大廳在冬季往往會成爲北韓民衆的禦寒之地，同時也會成爲乞丐的聚集位點。爲落實「首都保衛計劃」，北韓政府會將在地鐵站大廳停留超過3小時的民衆視爲「可疑人物」並予以羈押[5]。

## 未成线和未来发展
- 有报道称千里马线可向北继续延伸至西浦站或龙城站，并可以换乘朝鲜铁路列车至平城（平壤的一个卫星城市，人口约28万，有相当数量的科研院所）；1980年代曾试图直接延伸至平城，但据称因勘探技术不足而失败[6]。
- 另有报道称1980年代朝鲜计划建设第三条线路“万景台线”：中段包括复兴、荣光两个车站已经于1987年投入使用，暂时连接到烽火站上，和千里马线贯通运行；向东计划穿过大同江至主体思想塔以及东平壤区域，原计划2000年建成，但因技术原因未能完工[6]；西段计划设置青春、万景台两站到万景台学生少年宫，也被搁置。
- 2018年，有报道称朝鲜政府正在计划向西延伸革新线，设置三座车站，包括英雄站、漆谷站及万景台站。其中，万景台站的地面建筑被2016年间的卫星地图推定[7]。

## 現代化設備佈置
自2019年起，平壤地鐵開始佈置現代化設備，包括安裝彩色照明以及佈置長椅、電視機與溫濕度資訊螢幕。朝鮮中央通訊社稱幾乎所有的平壤地鐵站均已佈置現代化設備，並爲平壤的美麗風景錦上添花。

## 外部連結
- 平壤地鐵在urbanrail.com的資料 （页面存档备份，存于）（英文）
- 長春軌道客車股份有限公司（中文）/（英文）
- 朝中社影片：在伟大慈父的关爱下诞生的国产地铁客车 （页面存档备份，存于）